# Geschichte von Linux
Die Geschichte von Linux umfasst die Entwicklung des freien Betriebssystems Linux in technischer und organisatorischer Hinsicht von seinen Vorläufern in den 1980er Jahren bis zur Gegenwart.

## Entwicklungen im Vorfeld
Die Geschichte von Linux ist mit der Geschichte von Unix eng verflochten, aber dennoch nicht gleich. Bis zur Unix-Version 7, die 1979 von AT&T (ursprünglich Bell Laboratories) veröffentlicht wurde, war Unix ein nahezu frei verfügbares System. Bis dahin wurde der Quellcode von Unix gegen Erstattung der Kopier- und Datenträgerkosten an Universitäten und andere Einrichtungen verteilt – Unix hatte damit als eines der ersten Betriebssysteme den Charakter eines freien und portablen Betriebssystems. Der Code wurde auch in Vorlesungen und Veröffentlichungen verwendet und konnte den eigenen Vorstellungen entsprechend geändert, ergänzt oder portiert werden.

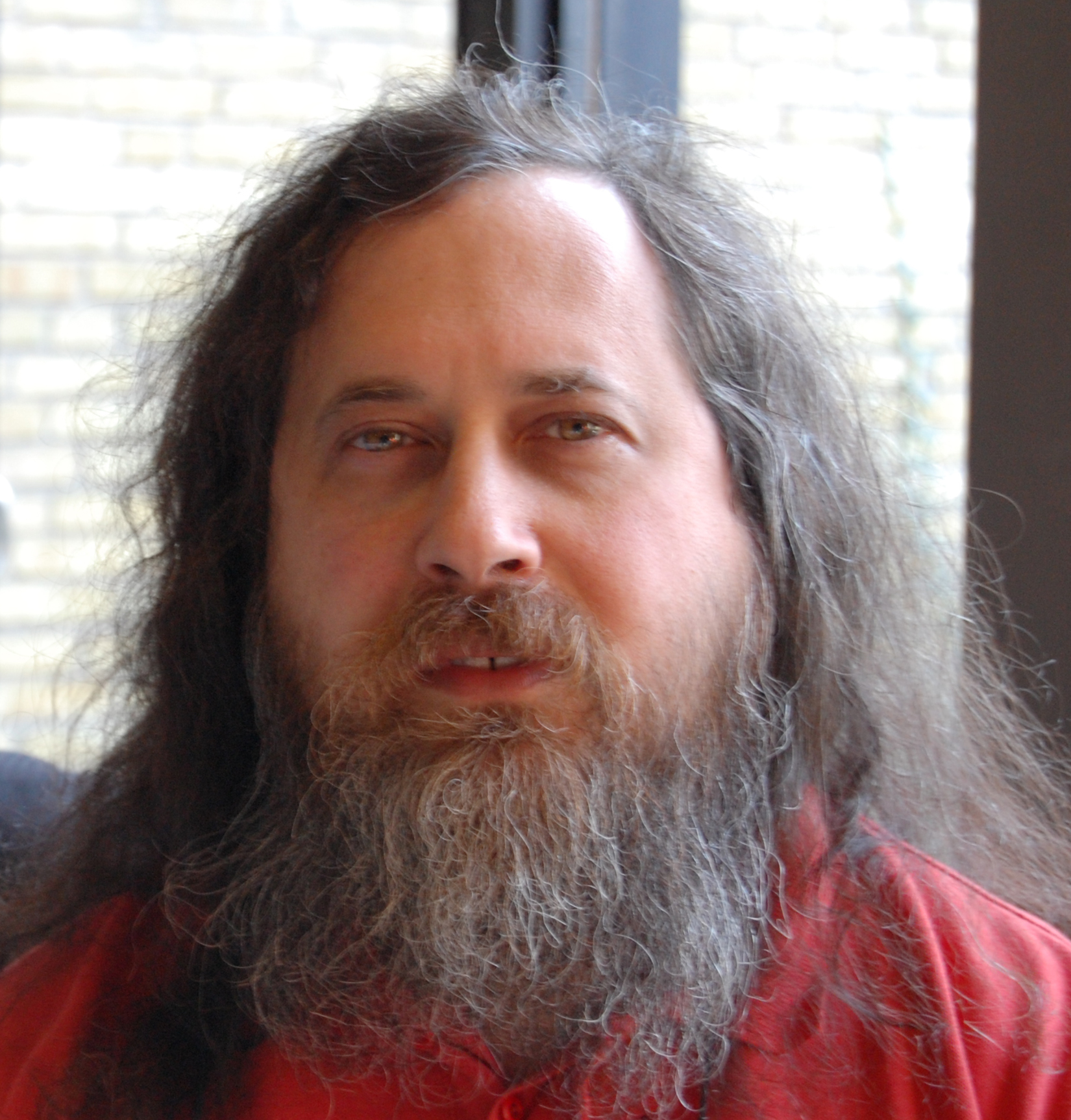
Richard Stallman (2007)

Die in den folgenden frühen 1980er Jahren immer mehr aufkommende kommerzielle Denkweise drängte auch AT&T dazu, das gesamte System, bestehend aus eigenem geistigem Eigentum sowie aus frei beigesteuerten Erweiterungen, als proprietäres AT&T-Unix zu vermarkten. Infolgedessen durfte nun auch der AT&T-Quellcode nicht mehr öffentlich zugänglich gemacht werden. Dies sorgte insbesondere im universitären Umfeld für Unverständnis, woraufhin Richard Stallman im September 1983 das GNU-Projekt ankündigte und im Januar 1984 startete, nachdem er seine Anstellung beim MIT-AI gekündigt hatte. Ziel des Projekts war es, ein Unix-ähnliches, POSIX-kompatibles Betriebssystem zu schaffen. 1985 gründete er die Free Software Foundation (FSF) und schrieb die GPL (GNU General Public License), um freie Software innerhalb des amerikanischen Copyright-Systems zu ermöglichen. Mittlerweile gibt es weitere Lizenzen mit ähnlichen Ansätzen (z. B. OAL) sowie mehrere Abwandlungen und Erweiterungen der GPL (z. B. LGPL).
Auf diesem Wege verbreitete sich die GNU-Software sehr schnell und wurde von vielen Menschen weiterentwickelt. Es entstand in kurzer Zeit eine Vielzahl von Programmen, so dass bereits Anfang 1990 genug GNU-Software bereitstand, um ein eigenes Betriebssystem daraus zu erstellen. Allerdings fehlte noch immer ein Kernel. Dieser sollte eigentlich im Projekt GNU Hurd entwickelt werden. Doch der als Mikrokernel ausgelegte Kernel entwickelte sich nur sehr schleppend, weil das Finden und Beheben von Fehlern (Debuggen) aufgrund technischer Besonderheiten sehr schwierig und aufwendig war.
In den 1980er Jahren gab es ein weiteres Projekt rund um ein Betriebssystem aus freier Software: die Berkeley Software Distribution, kurz BSD. Diese hatte sich aus Eigenentwicklungen der Universität Berkeley aus den Unix-Versionen der 4er-Edition und folgender von AT&T entwickelt. Da aber in den BSD-Versionen noch immer Code von AT&Ts Unix enthalten war, kam es Anfang der 1990er Jahre zu einem Rechtsstreit zwischen AT&T und der Universität Berkeley, der die Entwicklung von BSD stark einschränkte und einige Jahre stark verlangsamte.
Anfang der 1990er gab es also kein vollständiges, freies Betriebssystem. Die Zukunft von BSD war wegen des Rechtsstreits ungewiss, die Weiterentwicklung gelähmt, das GNU-Projekt wurde zwar konstant weiterentwickelt und ausgebaut, verfügte aber über keinen Unix-artigen Kernel, vielmehr war es eine Anzahl freier Softwareprojekte, die auf den verschiedensten (proprietären) Unix-Varianten mittels des GNU-Compilers übersetzt werden konnten und lauffähig waren.

## Historische Entwicklung

### Entstehung des Linux-Kernels

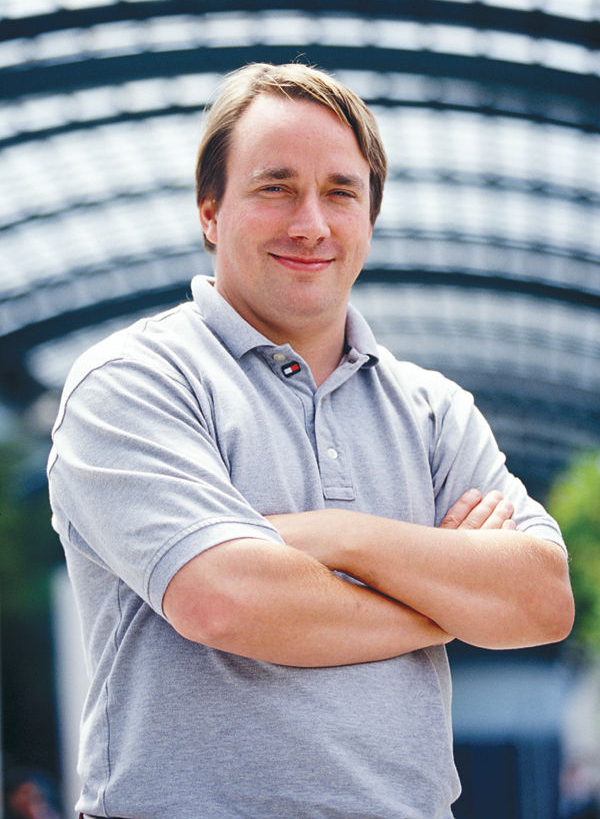
Linus Torvalds 2002

1991 begann Linus Torvalds in Helsinki mit der Entwicklung des Kernels, der später Linux genannt wurde. Anfänglich war es eine Terminalemulation, die Torvalds zum Zugriff auf die großen Unix-Server der Universität benutzte. Er schrieb das Programm hardwarenah und unabhängig von einem Betriebssystem, weil er die Funktionen seines neuen PCs mit einem Prozessor des Typs 80386, dessen x86-Befehlssatz auch heute noch zum Standard zählt, optimal nutzen wollte. Als Grundlage dienten dabei das Minix-System und der GNU-C-Compiler.
Irgendwann, so Torvalds in seinem Buch Just for Fun, merkte er, dass er eigentlich ein Betriebssystem geschrieben hatte. Am 25. August 1991 kündigte er in einem Usenet-Posting an die Gruppe comp.os.minix dieses System an. Dieses Usenet-Posting wird an vielen Stellen immer wieder zitiert und dürfte zu den bekanntesten Postings im Usenet zählen:

“Hello everybody out there using minix -
I’m doing a (free) operating system (just a hobby, won’t be big and professional like gnu) for 386(486) AT clones. This has been brewing since april, and is starting to get ready. I’d like any feedback on things people like/dislike in minix, as my OS resembles it somewhat (same physical layout of the file-system (due to practical reasons) among other things).
I’ve currently ported bash(1.08) and gcc(1.40), and things seem to work. This implies that I’ll get something practical within a few months, and I’d like to know what features most people would want. Any suggestions are welcome, but I won’t promise I’ll implement them :-)
Linus (...)
PS. Yes – it’s free of any minix code, and it has a multi-threaded fs. It is NOT portable (uses 386 task switching etc), and it probably never will support anything other than AT-harddisks, as that’s all I have :-(.”

„Hallo alle da draußen, die Minix einsetzen -
Ich arbeite an einem (freien) Betriebssystem (nur ein Hobby, wird nicht groß und professionell sein wie GNU) für 386(486)AT-kompatible Rechner. Das Projekt entwickelt sich seit April und beginnt fertig zu werden. Ich hätte gern Rückmeldungen über Eigenschaften, die die Leute an Minix mögen/nicht mögen, da mein Betriebssystem diesem in einigen Merkmalen ähnelt (gleiches physikalisches Layout des Dateisystems (aus Praktikabilitätsgründen) und einige andere Dinge).
Ich habe im Moment bereits die bash (1.08) und gcc (1.40) portiert, und es scheint zu funktionieren. Das bedeutet, dass ich in einigen Monaten etwas haben werde, womit man arbeiten kann, und mich interessiert, welche Eigenschaften die meisten Leute gerne sehen würden. Alle Vorschläge sind willkommen, aber ich kann nicht versprechen, dass ich sie auch einbaue :-)
Linus (...)
PS. Ja, es enthält keinerlei Minix-Code und das Dateisystem ist multi-threaded. Es ist NICHT portierbar (es benutzt das 386er-Taskswitching etc.) und wird vermutlich nie etwas anderes unterstützen als AT-Festplatten, da ich nur solche besitze :-(.“

Am 17. September 1991 wurde Linux in der Version 0.01 das erste Mal öffentlich auf einem FTP-Server zur Verfügung gestellt.

### Der Name Linux
Eigentlich sollte Linux nach dem Willen von Linus Torvalds Freax heißen, eine Wortschöpfung aus Freak (Verrückter, aber auch jemand, der sich für etwas begeistert), Free für Freie Software und dem oftmals üblichen x in Anspielung auf die Ähnlichkeit zu Unix. Aus diesem Grund hatte Torvalds zu Beginn seiner Arbeit an dem System etwa ein halbes Jahr lang die Dateien unter Freax abgelegt. Auch den Namen Linux hatte sich Torvalds bereits überlegt, er erschien ihm aber zu egozentrisch.
Um anderen Leuten die Möglichkeit zu geben, am System mitzuarbeiten oder Verbesserungsvorschläge zu machen, sollten die Dateien im September 1991 auf dem FTP-Server (ftp.funet.fi) der Helsinki University of Technology (HUT) abgelegt werden. Der damalige Verantwortliche für den Server, Ari Lemmke (Mitarbeiter am HUT), war mit dem Namen Freax nicht einverstanden, er bevorzugte den Arbeitsnamen Linux. Ohne mit Torvalds darüber zu diskutieren, nannte er den Bereich am Server einfach Linux, was Torvalds schließlich akzeptierte, um große Diskussionen zu vermeiden und auch, wie Torvalds zugibt, weil Linux einfach der bessere Name war. Im Quellcode der Version 0.01 von Linux kam noch der Name Freax vor („Makefile for the FREAX-kernel“), später wurde nur noch der Name Linux verwendet. So setzte sich der eigentlich gar nicht geplante Name Linux weltweit durch.

### Linux unter der GNU GPL

Ein deutsches Anwenderhandbuch und eine 5,25-Zoll-HD-Bootdiskette von 1993

Torvalds gab Linux zuerst unter einer eigenen, proprietären Lizenz heraus, entschied sich aber später dafür, die GNU GPL den übrigen Urhebern vorzuschlagen. Im Änderungsprotokoll zur Version 0.12 im Januar 1992 kündigte er die Lizenzänderung an. Die Mitte Dezember 1992 veröffentlichte Version 0.99 ist die erste Version unter der GNU GPL.
Dieser Schritt erst machte es möglich, Linux als freies Betriebssystem zu vertreiben. Dieses Ereignis zog weltweit viele Programmierer an, die sich an der Entwicklung von Linux und GNU beteiligten. Später sagte Linus Torvalds in einem Interview, dass die Entscheidung, Linux unter die GNU GPL zu stellen, die beste gewesen sei, die er je getroffen habe: „Making Linux GPL'd was definitely the best thing I ever did.“
Auch begannen einige Leute aus Neugier oder aus praktischen Gründen, sich mit Linux zu beschäftigen. Anders als bei den kostspieligen, exklusiv-verfügbaren Unix-Workstations wie beispielsweise einer DECstation in Universitäts-Laboren oder Firmen hatte man nun die Möglichkeit, auch auf wesentlich günstigerer PC-Hardware ein *nix-artiges Test- und Programmiersystem einzurichten. Dabei holte man sich zumeist über ans Internet angeschlossene Universitätsrechner via binärem FTP die Installationsdateien und beispielsweise in LaTeX gesetzte, frei verfügbare Handbücher (aus anderen Quellen, aber auch unter GNU GPL-Lizenz). Die Dateien wurden dann auf ganze Diskettenstapel (Installationssatz mit bis zu 30 gepackten 5,25-Zoll-HD-Disketten mit je 1,2 MB) übertragen. Die PostScript-Umwandlung der Dokumentation konnte auf einem Postscript-fähigen Drucker ausgedruckt werden. Man sieht hieran die damalige Vorgehensweise, das System zu beschaffen, vorzubereiten und zu installieren. Da es aufwendiger als heute war, traf man noch eine recht unbedeutende Anzahl von Linux-Anwendern und diese eher in entsprechenden Hochschul-Fachbereichen bzw. im beruflichen Umfeld an. Doch der GPL-Schritt war eine bedeutende Initialzündung zur weiteren Verbreitung.

Das GNU-Maskottchen

### GNU/Linux
Die Bezeichnung Linux wurde von Torvalds anfänglich nur für den von ihm initiierten Kernel genutzt. Der Kernel wurde aber häufig zusammen mit anderer Software, vor allem der des GNU-Projekts, ausgeliefert. Diese GNU-Variante wurde schnell zur meist genutzten Variante von GNU. Als im Laufe der Zeit der Name Linux auch häufig für diese Softwaresammlungen genutzt wurde, versuchte der Gründer des GNU-Projekts, Richard Stallman, bald, den Namen GNU/Linux durchzusetzen, um der Rolle von GNU eine in seinen Augen angemessene Geltung zu verschaffen.
Im Juni 1994 wurde im GNU’s Bulletin mit den Worten „freier UNIX-Klon“ auf Linux verwiesen und im selben Jahr gab das Debian-Projekt seiner GNU/Linux-Distribution den Namen GNU/Linux. In der Januar-Ausgabe 1995 des GNU’s Bulletin änderten sich die Verweise auf Linux zu GNU/Linux.
Im Mai 1996 gab Richard Stallman den Editor Emacs 19.31 heraus, in dem der Systemtyp von Linux nach Lignux umbenannt wurde. Er meinte, es wäre angemessen, die Begriffe Linux-based GNU system, GNU/Linux system oder Lignux zu benutzen, um auf die Kombination von Linux-Kernel und GNU-Software hinzuweisen. Er gab jedoch bald den Ausdruck Lignux auf und benutzte nur noch GNU/Linux.
Insgesamt stieß die Forderung auf unterschiedliche Reaktionen. Während das GNU-Projekt und das Debian-Projekt den Namen annahmen, lehnten die meisten Entwickler und andere Linux-Distributoren dies ab oder widersetzten sich deutlich. Begründet wurde dies einerseits mit Bequemlichkeit, weil der Name Linux als einfacher angesehen wurde, und andererseits mit dem Hinweis, dass mittlerweile eine beachtliche Menge der mit Linux ausgelieferten Software nicht aus dem GNU-Projekt stamme.
Ein Grund für das Ausbleiben des Begriffs „GNU/Linux“ ist sicherlich, dass „Linux“ der deutlich einfachere, griffigere Begriff ist. Ein weiterer Grund für die weit verbreitete Nutzung des Begriffs „Linux“ für das System ist wohl, dass Linus Torvalds es seit der Veröffentlichung 1992 schon immer Linux genannt hatte. Stallman hingegen meldete seine Forderung nach Namensänderung erst an, nachdem das System bereits populär geworden war.

Tux, das Linux-Maskottchen

### Das Maskottchen
Im Jahre 1996 kündigte Torvalds ein Maskottchen für Linux an, es sollte ein Pinguin werden. Die Bedingungen, die an das Maskottchen gestellt wurden, finden sich unter anderem in Torvalds Biografie Just For Fun:

„Aber Linus wollte keinen x-beliebigen Pinguin. Sein Pinguin sollte glücklich aussehen, so als hätte er grade eine Maß Bier genossen und den besten Sex seines Lebens gehabt.“

Larry Ewing erstellte daraufhin den ursprünglichen Entwurf des heute bekannten Maskottchens. Den Namen Tux schlug James Hughes als Ableitung von Torvalds UniX vor. Ein weiterer Grund für diese Konstruktion ist vermutlich auch, dass die Farben der Pinguine den Eindruck vermitteln, als würden sie einen Smoking tragen, der im Englischen tuxedo heißt.

## Neuere Entwicklungen

### Linux-Kernel
Als Linux-Kernel-Betreuer sind neben Torvalds auch Alan Cox und Marcelo Tosatti sehr bekannt. Cox betreute bis Ende 2003 die Kernel-Reihe 2.2, Tosatti kümmerte sich bis Mitte 2006 um die Version 2.4 und Andrew Morton steuerte die Entwicklung und Verwaltung des neuen 2.6-Kernels, welcher am 18. Dezember 2003 in einer als stabil (stable) vorliegenden Version veröffentlicht wurde. Auch die älteren Zweige werden nach wie vor ständig verbessert.
Der Erfolg von Linux in vielen Einsatzbereichen ist insbesondere auf die Eigenschaften freier Software bezüglich Stabilität, Sicherheit, Erweiterbarkeit und Wartbarkeit, aber auch auf die entfallenden Lizenzkosten zurückzuführen.

### Desktop

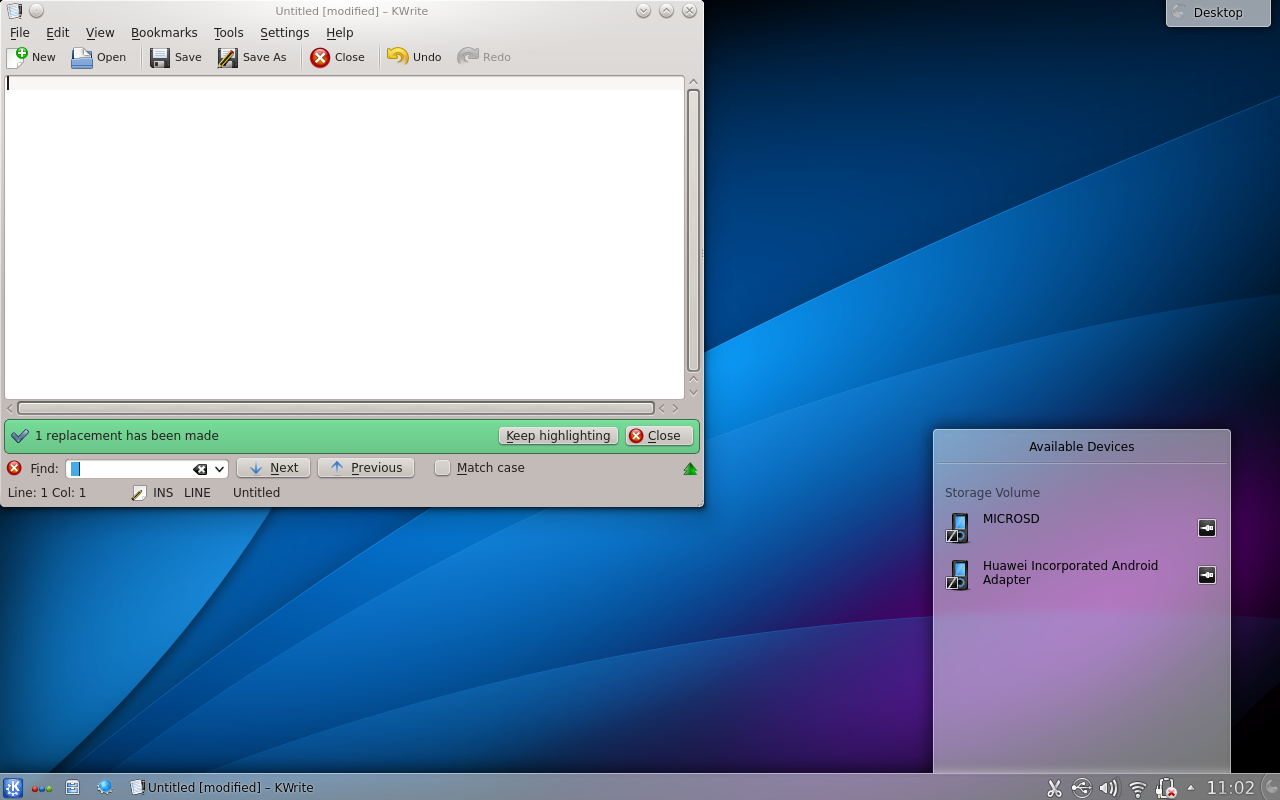
Grafische Benutzeroberfläche KDE

Mit den grafischen Benutzeroberflächen wie KDE oder Gnome bietet Linux im Bereich der Desktops mittlerweile einen vergleichbaren Komfort zu Windows oder Mac OS. Umfangreiche Tests der Umgebungen auf Benutzerfreundlichkeit und Effizienz ermöglichen eine Bedienung des Computers ohne besondere Kenntnisse. Techniken wie Xgl oder AIGLX ermöglichen darüber hinaus hardwarebeschleunigte, grafische Effekte auf dem Desktop.
Neben dem wachsenden Angebot proprietärer Software für Linux hat vor allen Dingen die Community das Softwareangebot für Linux stetig vergrößert und in unterschiedlichste Bereiche ausgedehnt: Mit der Zeit sind immer mehr freie Softwareprojekte entstanden, die von Entwicklungsumgebungen über Businessanwendungen bis hin zu komplexen Multimediaanwendungen reichen. Die Windows-API-Nachbildung Wine erlaubt es außerdem, mit einer stetig steigenden Anzahl von für Windows geschriebenen Programmen auch unter Linux zu arbeiten.
Die auf den Desktop ausgelegten Distributionen lassen sich einfach installieren, es werden aber auch zunehmend Komplettrechner mit vorinstalliertem Linux ausgeliefert, was der Verbreitung als Einzelplatzsystem Vorschub leistet. Im Bereich mit Masseninstallationen wie in Unternehmen oder Behörden hat Linux durch groß angelegte Migrationen z. B. in München oder Wien von sich reden gemacht. Der Erfolg eines Desktopsystems wird aber auch durch die Verbreitung von Spielen entschieden. Einige neue Spiele der großen Spielehersteller kommen auch in Linuxversionen heraus, so stehen beispielsweise auch id Softwares grafiklastige Spiele Doom 3 sowie die Teile 1 bis 4 der Quake-Reihe für Linux zur Verfügung.

### Community

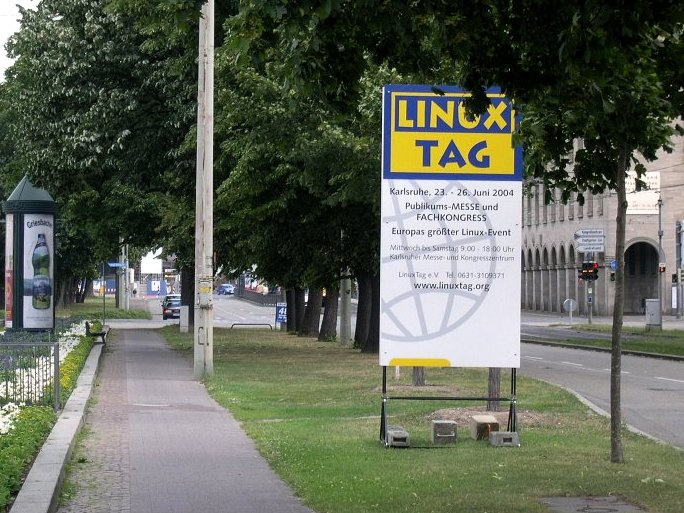
LinuxTag 2004 in Karlsruhe

Der größte Teil der Arbeit an und um Linux wird durch die Community, also durch freiwillige Mitarbeiter auf der ganzen Welt, erledigt. Diese teilweise auch von Unternehmen unterstützten oder direkt angestellten Programmierer und Entwickler helfen nicht nur direkt bei der Entwicklung des Kernels, sondern auch beim Schreiben der gesamten Zusatzsoftware, die für und rund um Linux zur Verfügung steht.
Dabei gibt es sowohl die vollständig frei und selbstorganisierten Projekte wie Debian, aber auch die mit Unternehmen direkt verbundenen Projekte wie Fedora und openSUSE. Die Mitglieder der jeweiligen Projekte treffen bei verschiedenen Konferenzen und Messen zusammen, um sich auszutauschen. Eine der größten Messen ist dabei der LinuxTag, bei dem jährlich etwa 10.000 Menschen zusammenkommen, um sich über Linux und die darum angesiedelten Projekte zu informieren und auszutauschen.

### Linux Foundation
Die Linux Foundation ist ein Zusammenschluss der Open Source Development Labs (OSDL) und der Free Standards Group. Sie ist eine unabhängige und gemeinnützige Organisation, die das Ziel verfolgt, die Entwicklung von Linux zu fördern und zu unterstützen. Sie dient als gesponserte Arbeitsstelle für Linus Torvalds und lange Zeit auch für Andrew Morton, der aber Mitte 2006 zu Google wechselte und in dessen Auftrag seitdem am Linux-Kernel arbeitet. Torvalds kümmert sich im Auftrag des OSDL in Vollzeit um die Entwicklung des Linux-Kernels. Finanziert wird die nichtkommerzielle Einrichtung von namhaften Unternehmen wie AMD, Dell, IBM, HP, Intel, Novell, Red Hat und SUSE.

### Unternehmen

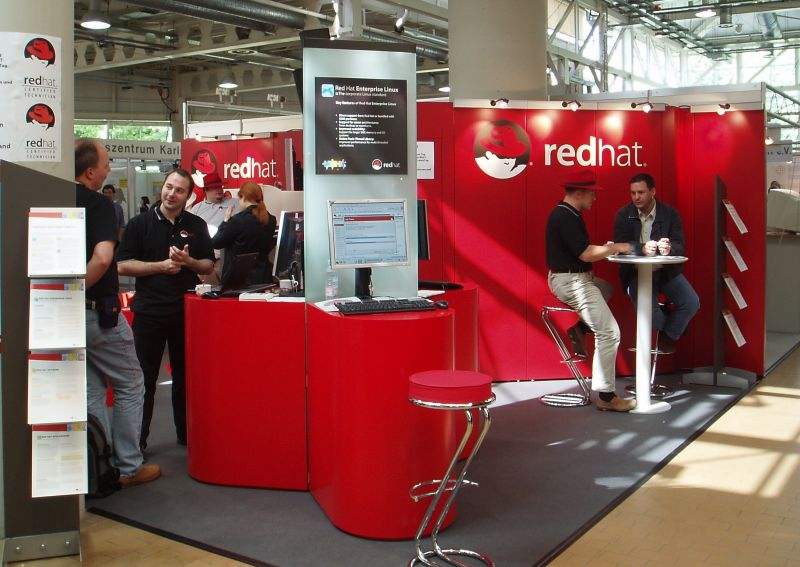
Red Hat auf dem LinuxTag

Mittlerweile verdienen eine Reihe von Unternehmen mit Linux Geld. Diese Unternehmen, von denen die meisten auch Mitglieder der Linux Foundation sind, investieren teilweise erhebliche Ressourcen in die Weiterentwicklung und den Ausbau von Linux, um es für verschiedene Einsatzbereiche tauglich zu machen. Dies reicht von Hardwarespenden an Entwickler über Treiber und Geldspenden für Stiftungen, die sich mit Linux-Software beschäftigen, bis hin zur Anstellung von Programmierern beim Unternehmen selbst. Bekannte Beispiele dafür sind IBM und HP, die Linux vor allen Dingen auf den eigenen Servern einsetzen, aber auch SuSE und Red Hat, die jeweils eine eigene Distribution unterhalten. Ebenso unterstützt Qt Development Frameworks Linux durch die Entwicklung und die GPL-Lizenzierung von Qt, was die Entwicklung von KDE erst möglich macht, und durch die Förderung einiger X- und KDE-Entwickler.

## Streit um Linux
Seit Beginn der Entwicklung gab es immer wieder Streit um das System.

### Andrew Tanenbaum

#### „Linux is obsolete“
Im Jahre 1992 kam es durch einen Usenet-Artikel Andrew S. Tanenbaums in der Newsgroup comp.os.minix mit dem Titel Linux is obsolete zu einer berühmt gewordenen Debatte um die Struktur des Linux-Kernels, in dem Tanenbaum, anerkannter Informatiker und Autor des Mikrokernel-Systems Minix, eine ganze Reihe von Kritikpunkten am damals noch recht jungen Linux-Projekt anbrachte. Vor allem kritisierte er
- das Design des Kernels, das aus seiner Sicht unzeitgemäß war, da er monolithisch war (und ist),
- die in seinen Augen schlechte Portierbarkeit durch Ausnutzung sämtlicher Funktionen der Intel-386-Prozessoren,
- das liberale Verteilungs- und Entwicklungsmodell der Software, ohne strenge Kontrolle des Quellcodes durch eine einzelne Person und
- den Einbau einer Reihe von Funktionen, die aus Tanenbaums Sicht unnütz waren. So erachtete er ein Dateisystem, das den parallelen Zugriff mehrerer Programme gestattet, als überflüssigen performance hack.

Rückblickend kann man heute sagen, dass Tanenbaum mit seiner Prognose, Linux sei innerhalb weniger Jahre veraltet und durch ein (aus seiner Sicht) modernes GNU Hurd ersetzt, falsch lag. Linux ist auch auf alle wichtigen Plattformen portiert worden. Das liberale Entwicklungsmodell hat zu einer beispiellosen Geschwindigkeit bei der Weiterentwicklung geführt; GNU Hurd hingegen ist 2020 noch immer nicht für den stabilen Produktionseinsatz geeignet.

#### Das BuchSamizdat
Jahre später wurde Andrew Tanenbaum erneut mit Linux in Verbindung gebracht. Als Kenneth Brown sein 2004 veröffentlichtes Buch Samizdat schrieb und deshalb mit Tanenbaum sprach, erklärte dieser, Torvalds habe nicht von ihm abgeschrieben. In seiner Stellungnahme zu Brown schrieb er einen Abschnitt, der sein Verhältnis zu Linux gut dokumentiert: Natürlich habe Torvalds sein Buch und Minix gekannt.

“But the code was his. The proof of this is that he messed the design up. MINIX is a nice, modular microkernel system […] Linus rewrote the whole thing as a big monolithic kernel, complete with inline assembly code :-(. The first version of Linux was like a time machine. It went back to a system worse than what he already had on his desk. Of course, he was just a kid and didn’t know better (although if he had paid better attention in class he should have), but producing a system that was fundamentally different from the base he started with seems pretty good proof that it was a redesign. I don’t think he could have copied UNIX because he didn’t have access to the UNIX source code, except maybe John Lions’ book, which is about an earlier version of UNIX that does not resemble Linux so much.”

„Aber der Code war von ihm. Der Beweis dafür ist, dass er das Design verunstaltet hat. MINIX ist ein schönes, modulares Mikrokernelsystem […] Linus hat das Ganze auf einen großen, monolithischen Kernel umgeschrieben, samt Inline-Assemblercode :-(. Die erste Version von Linux war wie eine Zeitmaschine. Sie kehrte zurück zu einem System, welches schlechter war als das, was er bereits auf seinem Schreibtisch hatte. Natürlich war er nur ein Kind und wusste es nicht besser (obwohl er es besser hätte wissen können, wenn er im Unterricht besser aufgepasst hätte). Aber ein System zu bauen, welches sich grundsätzlich von dem unterscheidet, was man als Ausgangspunkt nimmt, scheint ein recht guter Beweis dafür zu sein, dass das Ganze ein Redesign war. Ich glaube nicht, dass er UNIX hätte kopieren können, da er keinen Zugang zum UNIX-Quellcode hatte, abgesehen vielleicht von John Lions' Buch, das von einer früheren Version von UNIX handelt, welche Linux nicht so sehr ähnelt.“

### Konkurrent Microsoft

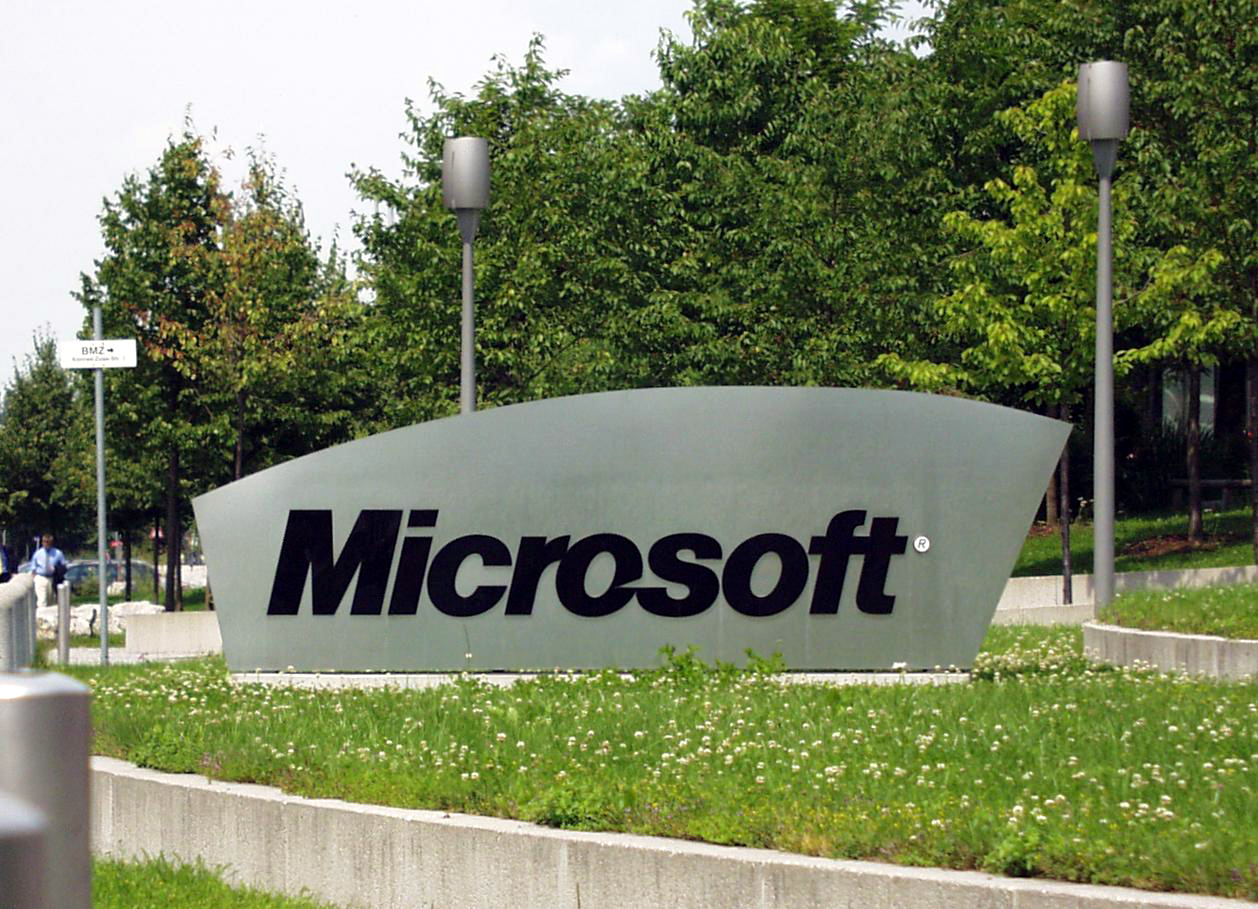
Haupteingang der deutschen Microsoft-Unternehmenszentrale

Obwohl es Torvalds nach eigener Aussage nicht interessierte, ob Microsoft (unter anderem Hersteller des Betriebssystems Windows) durch Linux in der Vergangenheit in Bedrängnis geriet (1997–2001), wurde von beiden Seiten ein harter Konkurrenzkampf ausgetragen. Das erste Mal äußerte sich dies deutlich, als Ende Oktober 1998 das erste Halloween-Dokument von Eric S. Raymond an die Öffentlichkeit gebracht wurde. Dieses von einem Microsoft-Entwickler verfasste Dokument beschäftigt sich ausführlich mit den Gefahren freier Software für Microsoft und zeigt Strategien auf, diesen zu begegnen. Die Free Software Foundation distanzierte sich von der dadurch ausgelösten Verachtung, die sich speziell auf Microsoft bezog, und erinnerte die Community daran, dass jeder Produzent proprietärer Software den Software-Anwendern schade.
Anfang 2004 erreichte der Konkurrenzkampf eine neue Phase, als Microsoft eine Reihe von in Auftrag gegebenen Studien zum Thema „Windows vs. Linux“ unter dem Namen Get the Facts auf einer eigenen Website veröffentlichte. Die Studien sollten anhand von Umfragen, Erhebungen und Untersuchungen nachweisen, dass sich der Betrieb von Linux auf Servern verglichen mit Windows nachteilig auswirkt.
Die kommerziellen Anbieter von Linux-Software bemühten sich daraufhin, ebenfalls durch Studien, Umfragen und Erfahrungsberichte, Microsofts Kampagne etwas entgegenzustellen. So hat Novell Ende 2004 eine eigene Website unter dem Titel Die reine Wahrheit geschaltet, auf der die Vorteile wie auch die rechtliche Sicherheit von Linux hervorgehoben werden. Bemerkenswert dabei ist, dass Novell sich bei vielen Behauptungen explizit auf die von Microsoft veröffentlichten Studien bezieht. Auch IBM veröffentlichte eine Reihe von Studien unter dem Kampagnentitel The Linux at IBM competitive advantage, um auf die von Microsoft initiierte Kampagne zu antworten. Red Hat hingegen startete die Kampagne „Truth Happens“, die darauf abzielt, im Gegensatz zu Microsoft die Produkte nicht mit Studien zu bewerben, sondern die Leistungsfähigkeit der Produkte selbst entscheiden zu lassen.
Die meisten Mitglieder der Linux-Community nahmen die Thematik aber gelassen und stichelten mit Witzen wie „Linux – und dein PC macht nie wieder blau“ (vom Bluescreen) oder „Früher oder später migrieren wir euch“. Unter anderem veröffentlichte auch das Magazin LinuxUser ein nicht ganz ernst gemeintes Review von Windows XP unter den Kritikpunkten einer typischen Linux-Distribution.
Im Herbst 2006 kündigten Novell und Microsoft aber an, künftig bei den Themen Interoperabilität und Patentschutz zusammenarbeiten zu wollen. Im Rahmen der Virtualisierung wurde vereinbart, den Austausch von Office-Dokumenten zu verbessern, die Virtualisierung der Enterprise-Lösungen jeweils unter dem Konkurrenz-Produkt zu vereinfachen sowie die Eingliederung von Linux- und Windows-Maschinen in eine gemeinsame Verzeichnisstruktur zu vereinfachen. Der Patentschutz sah gleichzeitig vor, dass Kunden eines Anbieters für die Nutzung dessen Software vom jeweils anderen Anbieter nicht wegen Patentverletzung verklagt werden dürfen. Dieser Patentschutz wurde auch auf nicht-kommerzielle Freie-Software-Entwickler ausgedehnt. Gerade der letzte Schritt erntete auch Kritik, da er nur nicht-kommerzielle Entwickler mit einschloss.
Microsofts Hypervisor Hyper-V unterstützt offiziell die Distributionen Red Hat und SuSE als Gastsysteme. Außerdem sind die Integrationskomponenten im Linux-Kernel enthalten.

### SCO
Im Jahre 2003 erhob SCO schwere Vorwürfe gegen den Weltkonzern IBM: Laut der Darstellung von SCO haben IBMs Linuxentwickler Code unverändert aus Unix übernommen und in Linux eingepflegt. Da SCO für sich die Urheberrechte an UNIX beanspruchte und in dem Verhalten von IBM eine Verletzung der eigenen Rechte sah, wurde eine Klage gegen IBM angestrengt. Gleichzeitig verkaufte SCO seit dem Beginn des Verfahrens Linux-Lizenzen an Nutzer, die keine mögliche Klage von Seiten SCOs riskieren wollten. Allerdings hat ein Geschworenengericht inzwischen entschieden, dass Novell rechtmäßige Eigentümerin des Unix-Copyrights ist.

### Markenrecht am Namen
Mehrere Personen in verschiedenen Ländern hatten 1994 und 1995 versucht, den Namen Linux als Markennamen eintragen zu lassen. Daraufhin ergingen an mehrere Linux-Unternehmen Aufforderungen zu Lizenzzahlungen, womit viele Entwickler und Anhänger des Linux-Systems nicht einverstanden waren. Linus Torvalds ging mit Hilfe von Linux International gegen diese Eintragungen vor und bekam die Markenrechte der Marke Linux zugeteilt. Diese übergab Torvalds an Linux International. Später übernahm die dafür gegründete, nicht gewinnorientierte Organisation Linux Mark Institute die Verwaltung der Marke. Im Jahre 2000 legte Linus Torvalds die Grundregeln für die Vergabe der Lizenzen fest. Diese besagen, dass jeder, der ein Produkt oder eine Dienstleistung mit dem Namen Linux anbietet, eine Lizenz dafür besitzen muss, welche durch einen einmaligen Kauf erlangt werden kann. Ausnahmen bilden dabei nicht-kommerzielle Verwendungen, die eine kostenlose Lizenz erhalten können oder keine benötigen.
Im Juni 2005 kam ein neuer Streit um die Lizenzgebühren für die Benutzung des geschützten Markennamens Linux auf, weil das Linux Mark Institute, welches Linus Torvalds’ Rechte vertritt, Preise von 5000 Dollar statt bislang 500 Dollar für die Verwendung des Namens angekündigt hatte. Begründet wurde der Schritt mit den gestiegenen Kosten für die Durchsetzung der Rechte am Markennamen.
In der Community sorgte diese Erhöhung für Unmut und Missverständnisse, weshalb sich Linus Torvalds am 21. August 2005 selbst zu der Thematik zu Wort meldete, um die Wogen zu glätten und die Missverständnisse aufzulösen. In einer E-Mail erläuterte er ausführlich die aktuelle Situation sowie die Hintergründe und ging auch auf die Frage ein, wer Lizenzkosten zahlen müsse:

„[…] And let’s repeat: somebody who doesn’t want to _protect_ that name would never do this. You can call anything „MyLinux“, but the downside is that you may have somebody else who _did_ protect himself come along and send you a cease-and-desist letter. Or, if the name ends up showing up in a trademark search that LMI needs to do every once in a while just to protect the trademark (another legal requirement for trademarks), LMI itself might have to send you a cease-and-desist-or-sublicense it letter.
At which point you either rename it to something else, or you sublicense it. See? It’s all about whether _you_ need the protection or not, not about whether LMI wants the money or not.
[…] Finally, just to make it clear: not only do I not get a cent of the trademark money, but even LMI (who actually administers the mark) has so far historically always lost money on it. That’s not a way to sustain a trademark, so they’re trying to at least become self-sufficient, but so far I can tell that lawyers fees to _give_ that protection that commercial companies want have been higher than the license fees. Even pro bono lawyers charge for the time of their costs and paralegals etc.“

„[…] Und um es noch einmal zu wiederholen: Jemand, der den Namen nicht _schützen_ will, würde so etwas nie tun. Du kannst alles „MyLinux“ nennen, aber der Nachteil ist, dass es vielleicht jemanden gibt, der den Namen sehr wohl selbst geschützt _hat_ und dir eine Unterlassungsklage schickt. Oder, falls der Name in einer Markensuche des LMI, welche es ab und an machen muss, um die Markenrechte zu schützen, (eine weitere gesetzliche Forderung des Markenrechts) auftaucht, muss das LMI Dir eventuell selbst einen Brief schicken mit der Aufforderung, den Namen zu lizenzieren oder nicht weiter zu verwenden.
Und an dieser Stelle benennst du es einfach um oder kaufst eine Unterlizenz. Siehst du? Es dreht sich alles darum, ob _du_ den Schutz brauchst oder nicht, und nicht darum, ob das LMI das Geld haben will oder nicht.
[…] Um es am Schluss noch einmal klarzustellen: Nicht nur ich bekomme keinen Cent des Geldes, welches durch die Marke eingenommen wird, sondern selbst das LMI (welches die Marke verwaltet) hat bisher immer ein Verlustgeschäft gemacht. Dies ist kein Weg, um eine Handelsmarke zu schützen, also versucht es wenigstens finanziell unabhängig zu werden. Aber ich kann sagen, dass die Anwaltskosten, um den Schutz, welchen kommerzielle Unternehmen haben wollen, zu _gewähren_, höher sind als die Lizenzeinnahmen. Selbst pro-bono-Anwälte berechnen die Kosten für ihre Arbeitszeit, ihre Assistenten und so weiter.“

## Chronologie

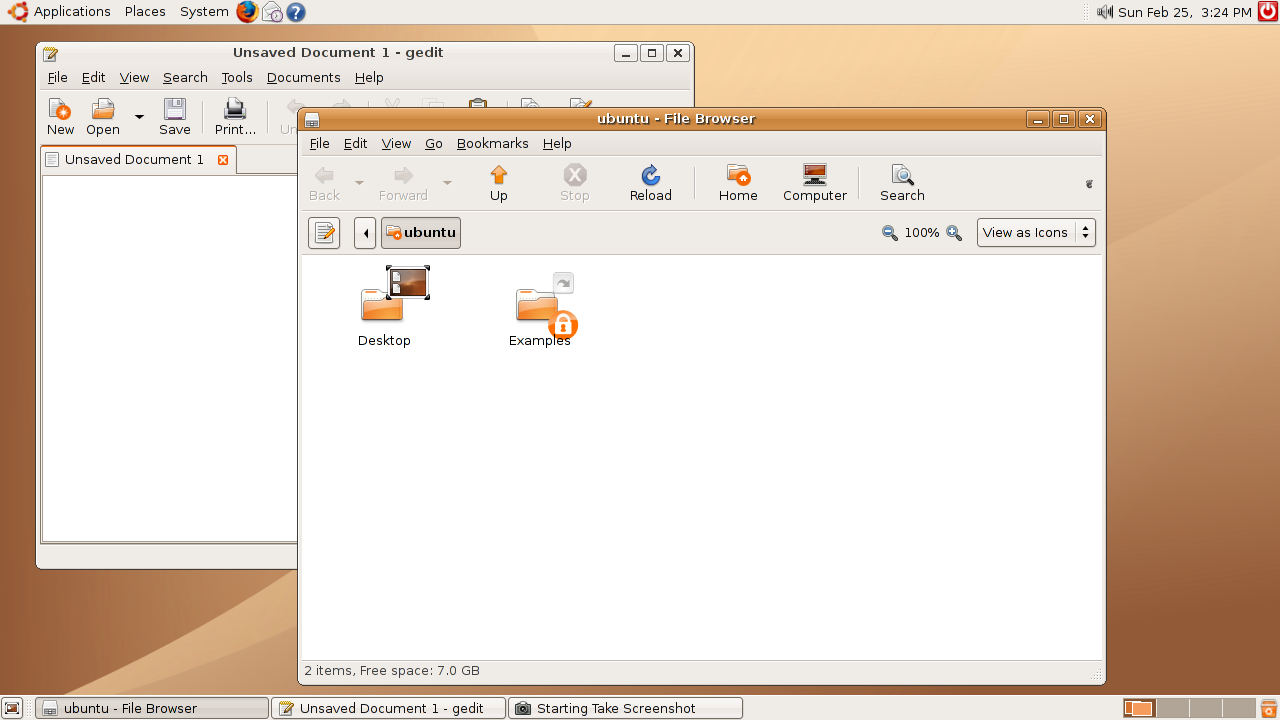
Bildschirmfoto eines GNOME-Desktops unter Ubuntu 6.10

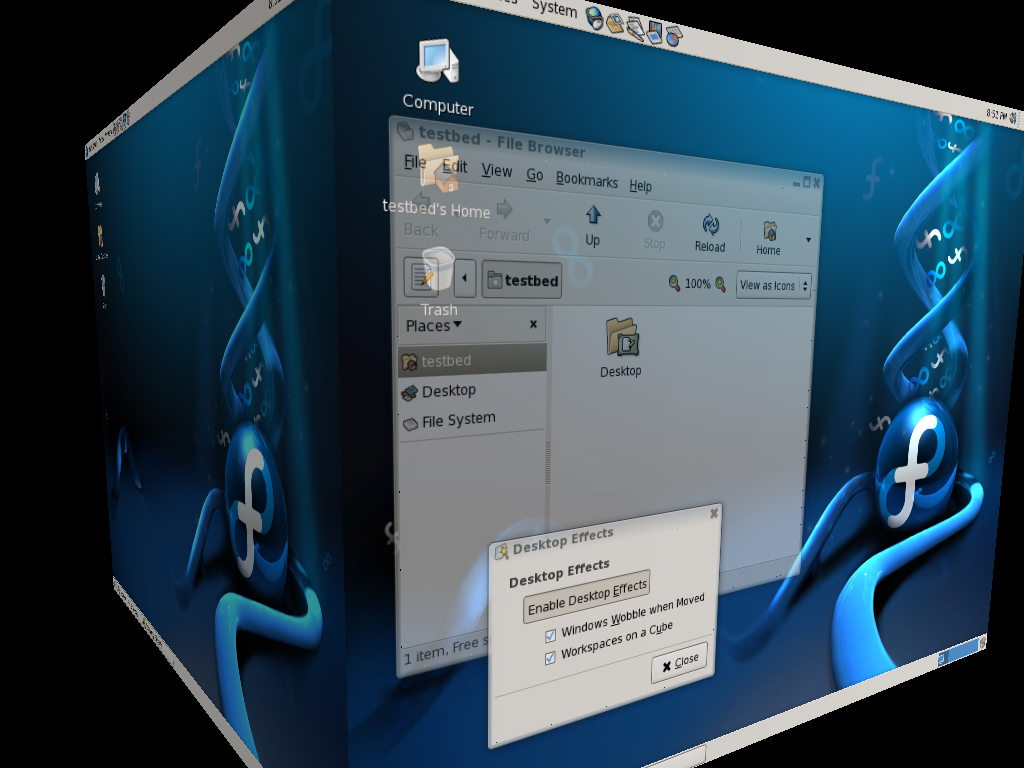
Fedora Core 6 mit compiz

1970Unix erblickt das Licht der Welt auf einer Digital PDP-11/20.
1979Das bislang frei zugängliche Unix wird zum proprietären AT&T Unix, der Quellcode steht auch für Universitäten praktisch nicht mehr kostenfrei zur Verfügung.
1983Richard Stallman gründet das GNU-Projekt mit dem Ziel, ein freies Betriebssystem zu erschaffen.
1989Richard Stallman schreibt die erste Version der GNU General Public License (GPL).
1991Der Linux-Kernel wird am 25. August von dem 21-jährigen finnischen Studenten Linus Benedict Torvalds öffentlich im Usenet angekündigt. Am 17. September folgt die erste öffentliche Version auf einem FTP-Server. Einige Entwickler interessieren sich für das Projekt und steuern Verbesserungen und Erweiterungen bei.
1992Der Linux-Kernel wird unter der GNU GPL vertrieben und es entstehen die ersten freien Linux-Distributionen.
1993Bereits über 100 Entwickler arbeiten am Linux-Kernel. Mit deren Hilfe wird der Kernel an die GNU-Umgebung angepasst, was Linux ein großes Spektrum an Einsatzmöglichkeiten einbringt. In diesem Jahr beginnen auch die Arbeiten am Wine-Projekt. Außerdem wird die älteste heute noch existierende Linux-Distribution Slackware das erste Mal veröffentlicht, im selben Jahr folgt noch die Gründung der bis heute größten Community-Distribution Debian.
1994Es dauert noch bis März dieses Jahres, bis Torvalds alle Komponenten im Kernel für ausgereift und vollständig erachtet und Linux in der Version 1.0 veröffentlicht. Der veröffentlichte Kernel ist erstmals netzwerkfähig. Das XFree86-Projekt steuert eine grafische Benutzerschnittstelle (GUI) bei. In diesem Jahr veröffentlichen Red Hat und SuSE die Version 1.0 ihrer Linux-Distributionen.
1995Im März erscheint der nächste stabile Zweig, die 1.2-Reihe. Im weiteren Laufe des Jahres wird Linux auf die Plattformen Amiga (Motorola 680x0 Prozessor), DEC und auf Sun SPARC portiert. Im Laufe der Jahre folgen immer mehr Portierungen auf unterschiedlichste Plattformen.
1996Die Version 2.0 des Kernels wird veröffentlicht. Der Kernel kann nun mehrere Prozessoren gleichzeitig bedienen und wird damit für viele Unternehmen eine ernstzunehmende Alternative in vielen Arbeitsbereichen.
1997Verschiedene proprietäre Programme kommen für Linux auf den Markt, darunter die Datenbank Adabas D, der Browser Netscape Navigator und die Office-Suiten Applixware und StarOffice.
1998Viele namhafte Unternehmen wie IBM, Compaq und Oracle kündigen ihre Unterstützung für Linux an. Außerdem beginnt eine Gruppe von Programmierern mit der Entwicklung der grafischen Benutzeroberfläche KDE, der ersten ihrer Klasse für Linux, mit dem Ziel der Benutzerfreundlichkeit. Erstmals taucht ein Linux-System in den TOP500 der schnellsten Supercomputer auf.
1999Die 2.2er-Serie erscheint im Januar mit verbessertem Netzwerkcode und verbesserter SMP-Unterstützung. Gleichzeitig beginnt eine Gruppe von Entwicklern mit der grafischen Umgebung Gnome, die ab dem Zeitpunkt mit KDE um Benutzerfreundlichkeit und Effizienz wetteifern wird. Währenddessen kündigt IBM ein umfangreiches Projekt zur Unterstützung von Linux an.
2000Die Office-Suite StarOffice wird unter der GNU LGPL veröffentlicht und legt damit den Grundstein für das Projekt OpenOffice.org, eine umfangreiche freie Office-Suite unter Linux.
2001Die 2.4er-Serie wird im Januar freigegeben. Der Kernel unterstützt nun bis zu 64 Gigabyte Arbeitsspeicher, 64-Bit-Dateisysteme sowie USB und mit ReiserFS und ext3 ziehen Journaling-Dateisysteme in den Kernel ein.
2002Die Entwickler-Community um OpenOffice.org bringt die Version 1.0 der Suite heraus. Ebenso wird der freie Webbrowser Mozilla in der Version 1.0 veröffentlicht.
2003Ende des Jahres wird der Kernel 2.6 freigegeben, nachdem Linus Torvalds vorher zum OSDL gewechselt war. Des Weiteren verbreitet sich Linux immer mehr auf eingebetteten Systemen.
2004Das XFree86-Team spaltet sich, es entwickelt sich die X.Org Foundation, die eine deutlich schnellere Entwicklung des X-Servers für Linux ermöglicht und verwirklicht.
2005Das Projekt openSUSE wird als freie Community-Distribution von Novell gestartet. Außerdem erscheint im Oktober OpenOffice.org in der Version 2.0, die den OpenDocument-Standard von OASIS unterstützt.
2006Die Techniken Xgl von Novell und AIGLX von Red Hat ermöglichen die einfache Nutzung hardwarebeschleunigter Effekte auf dem Linux-Desktop. Oracle veröffentlicht eine eigene Variante von Red Hat Enterprise Linux. Novell und Microsoft kündigen eine Zusammenarbeit zur besseren Interoperabilität an.
2007Die Linux Foundation entsteht aus einem Zusammenschluss der Open Source Development Labs (OSDL) und der Free Standards Group.
2008Google veröffentlicht die erste Version von Android, welches sich in den folgenden Jahren zum vorherrschenden Betriebssystem auf Smartphones entwickelt.
2016Microsoft integriert ein optionales Windows-Subsystem für Linux in Windows 10.
2017Zum letzten Mal taucht in den TOP500 ein Nicht-Linux-System auf.